# オンリー・ラヴ・リメインズ
「オンリー・ラヴ・リメインズ」(Only Love Remains)は、1986年にポール・マッカートニーが発表した楽曲、及び同曲を収録したシングル（日本未発売）。

## 概要
1986年発売のアルバム『プレス・トゥ・プレイ』に収録された楽曲。同年にイギリス限定で7インチシングルと12インチシングルの2形態でリリースされた。シングル収録テイクは、パーカッションやサックスが加えられたリミックス・バージョンになっている。12インチシングルB面には「タフ・オン・ア・タイトロープ」（Tough On A Tightrope）と「トーク・モア・トーク」（Talk More Talk）のロングヴァージョンが入るが、こちらも現時点（2019年）では未CD化（オリジナルテイクはCDに収録されている）。
また、イギリス国内での前シングル「プリティ・リトル・ヘッド」（Pretty Little Head）がチャート的に惨敗したため、本作の初回プレス盤にはウイングス時代のシングル「夢の旅人」（Mull Of Kintyre）がおまけとして付けられ発売された。
妻リンダ・マッカートニーへの愛を歌ったバラード。ポール自身が「駄作」と評した『プレス・トゥ・プレイ』だが、ポールらしいメロディラインを有するこの曲はファンにも人気が高い。ただ、ヒットには結びつかなかった。オーケストラはトニー・ヴィスコンティがアレンジしている。

## 収録曲
- オンリー・ラヴ・リメインズ - Only Love Remains (remix)
- タフ・オン・ア・タイトロープ - Tough On A Tightrope

12inch
- オンリー・ラヴ・リメインズ - Only Love Remains (remix)
- タフ・オン・ア・タイトロープ - Tough On A Tightrope (remix)
- トーク・モア・トーク - Talk More Talk (remix)